# Radonmått
Radonmått är inom matematiken viktig typ av mått i topologiska rum. En intuitiv återgivning för Radonmått är att den mäter storlek av mängder. De viktigaste Radonmåtten är Lebesguemåttet, Hausdorffmåttet och Haarmåttet.

## Definition
Låt {\displaystyle (X,{\mathcal {T}})} vara ett topologiskt rum. Borelmåttet {\displaystyle \mu \,} i {\displaystyle X\,} är ett Radonmått, om
- {\displaystyle \mu (K)<\infty } för alla kompakt mängder {\displaystyle K\subset X}.
- {\displaystyle \mu (U)=\sup\{\mu (K):K\subset U{\mbox{ och }}K\subset X{\mbox{ kompakt}}\}} för alla öppna mängder {\displaystyle U\subset X}.
- {\displaystyle \mu (B)=\inf\{\mu (U):B\subset U{\mbox{ och }}U\subset X{\mbox{ öppen}}\}} för alla Borelmängder {\displaystyle B\subset X}.

Om {\displaystyle (X,{\mathcal {T}})=(\mathbb {R} ^{n},{\mathcal {T}}_{|\cdot |})} är ett Borelmått är {\displaystyle \mu \,} i {\displaystyle \mathbb {R} ^{n}\,} ett Radonmått om och endast om {\displaystyle \mu \,} är ett lokalt ändligt mått, dvs
för alla {\displaystyle x\in \mathbb {R} ^{n}} existerar {\displaystyle r_{x}>0\,} så att {\displaystyle \mu (B(x,r))<\infty } för alla {\displaystyle 0<r\leq r_{x}}.

## Applikationer
Man behöver Radonmåttet i funktionalanalys och geometrisk måtteori.

### Karakterisation med funktionaler
Huvudartikel: Riesz representationssats.
Om {\displaystyle (X,{\mathcal {T}})} är ett lokalt kompakt Hausdorffrum, kan man karakterisera varje Radonmått i {\displaystyle X\,} med funktionaler. Man kan visa att 
{\displaystyle F:{\mathcal {C}}_{c}(X)\rightarrow \mathbb {R} }
är en positiv linjär funktional om och endast om där finns ett Radonmått {\displaystyle \mu \,} i {\displaystyle X\,} så att
{\displaystyle F(f)=\int _{X}f\,d\mu }
för alla {\displaystyle f\in {\mathcal {C}}_{c}(X)}. I litteraturen kallas ofta positiva linjära funktionaler Radonmått.

### Hausdorffdimension
Huvudartikel: Frostmans lemma.
Om {\displaystyle (X,{\mathcal {T}})=(\mathbb {R} ^{n},{\mathcal {T}}_{|\cdot |})} kan man karakterisera Hausdorffdimensionen för kompakt mängder med Radonmått. Låt {\displaystyle K\subset \mathbb {R} ^{n}} vara en kompakt mängd och {\displaystyle s>0\,}. Man kan visa att 
{\displaystyle {\mathcal {H}}^{s}(K)>0\,}
om och endast om det finns ett Radonmått {\displaystyle \mu \,} i {\displaystyle \mathbb {R} ^{n}\,} så att
{\displaystyle \operatorname {supp} (\mu )\subset K}, {\displaystyle \mu (K)>0\,} och {\displaystyle \mu (B(x,r))\leq c_{\mu }r^{s}}
för alla {\displaystyle x\in \mathbb {R} ^{n}} och {\displaystyle r>0\,} där {\displaystyle c_{\mu }>0\,}.